# Тумилович, Даниэль Геннадьевич
Даниэль Геннадьевич Тумилович (род. 10 мая 2000, Рамат-Ган, Тель-Авивский округ) — российский игрок в пляжный футбол, вратарь клуба «Кристалл» (Санкт-Петербург). Сын белорусского футбольного вратаря Геннадия Тумиловича.

## Биография
Помимо футбола, занимался баскетболом, числился в команде «Купчинский Олимп». До 2017 года играл за клуб по пляжному футболу «Надежда», сыграл 4 матча в чемпионате Санкт-Петербурга. С 21 июня 2018 года числится в составе клуба «Кристалл»: в его составе сыграл 6 матчей в чемпионате Санкт-Петербурга 2018 года и отметился жёлтой карточкой (в 2019 году — всего один матч).
Числился в заявках на матчи чемпионата России 2018 и 2019 годов, выступал за команду «Кристалл» в чемпионатах Санкт-Петербурга в закрытых помещениях, в Кубке России и Кубке европейских чемпионов.

## Достижения
- Чемпион России: 2018, 2019
- Обладатель Кубка России: 2018, 2019
- Чемпион Санкт-Петербурга: 2018, 2019
- Чемпион Санкт-Петербурга в закрытых помещениях: 2019